# Onesie

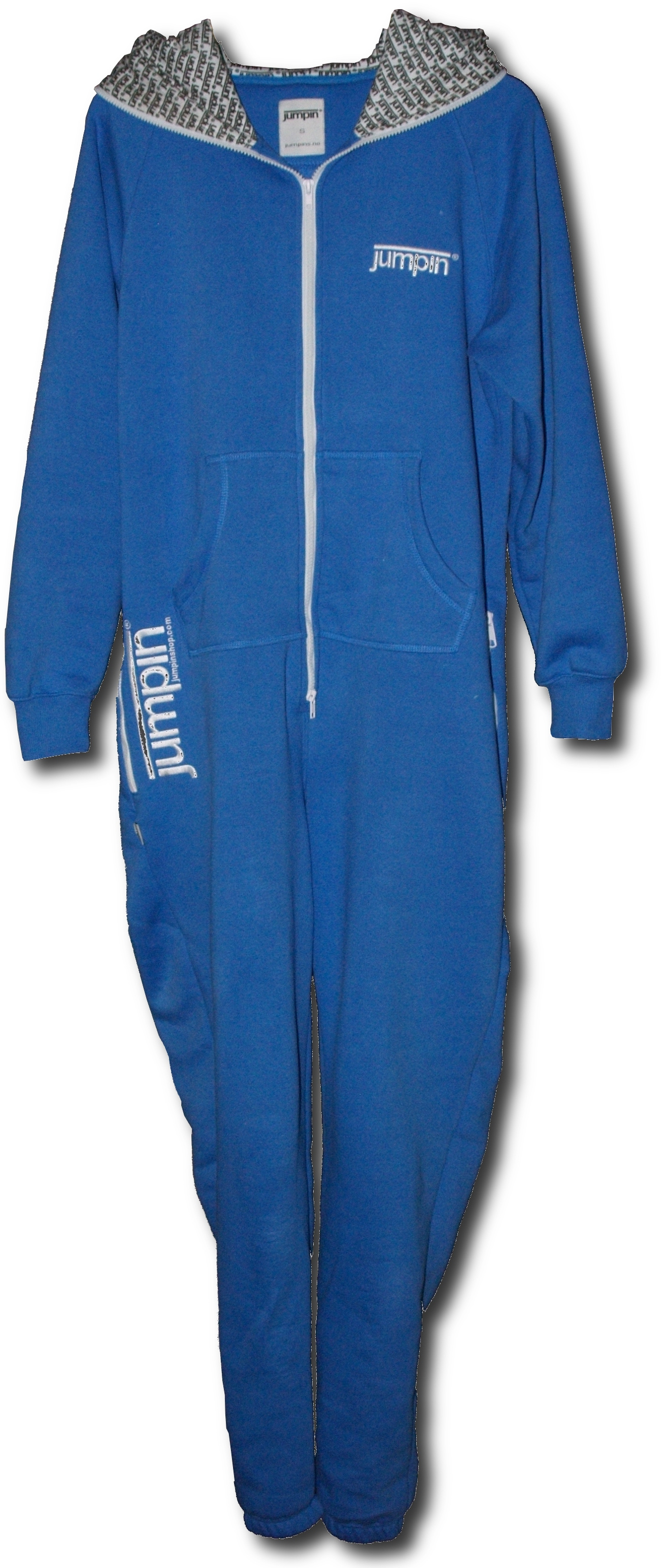
Onesie taille adulte.

Onesie ([wʌnzi]) est un mot américain récent qui désigne une combinaison d’enfant ou une combinaison d’adulte conçue comme vêtement de nuit ou de détente. Ce vêtement en une seule pièce est généralement en coton molletonné ou en textile polaire et recouvre bras et jambes avec une ouverture frontale fermée par une fermeture à glissière.

## Histoire
Le mot dérive d’une marque américaine de vêtements pour enfants qui est devenue un nom commun pour désigner les grenouillères aux États-Unis.

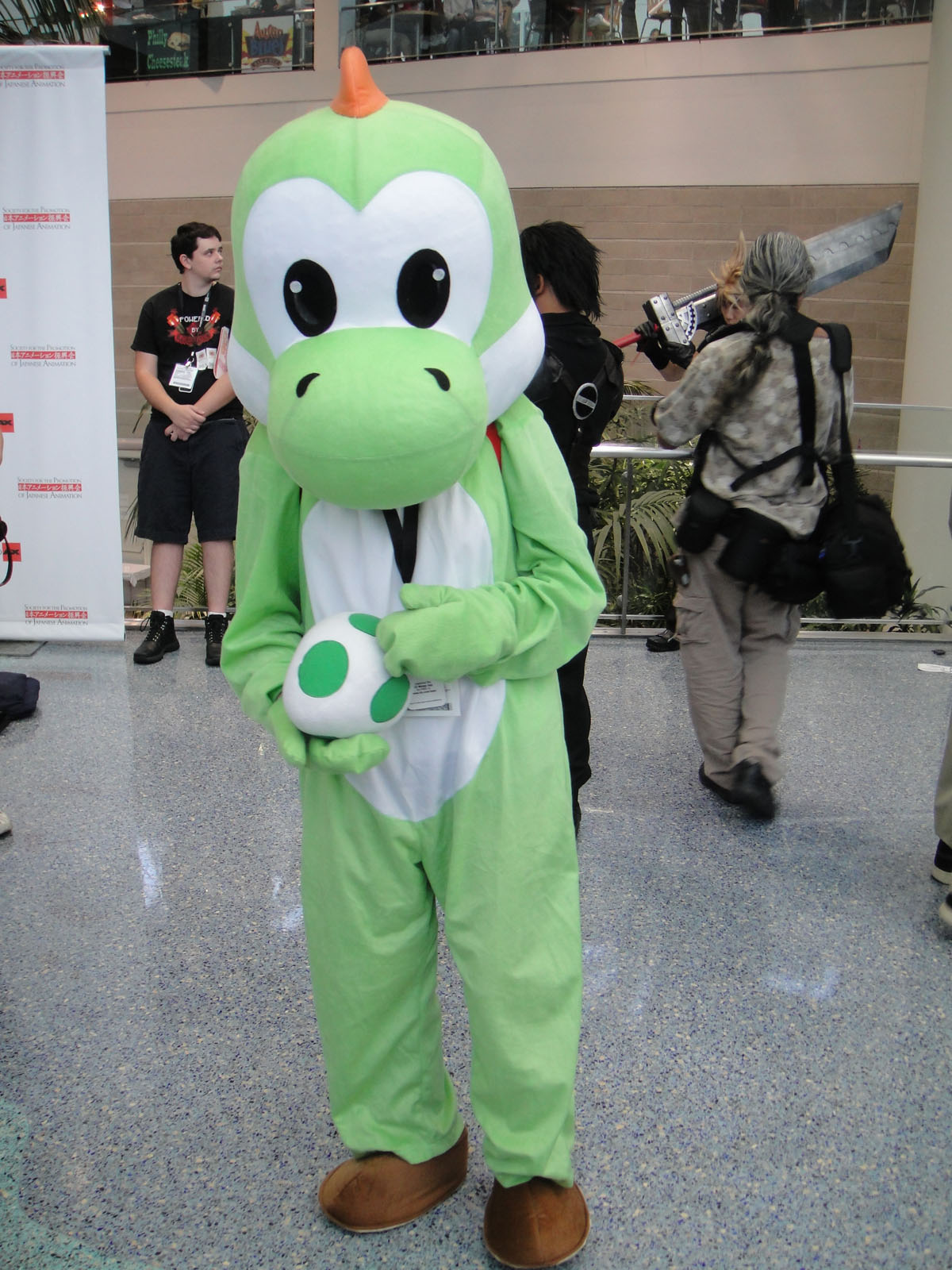
Déguisement

Inspiré par ces grenouillères mais aussi par les combinaisons de pilote ou de mécanicien avec des matières nouvelles et des couleurs modernes le onesie renvoie aussi à des personnages en peluche utilisés comme déguisements.
Conçu comme un gadget dans des émissions de télévision sur les chaînes américaines à partir des années 2000, le onesie gagne l’Europe à partir de 2007. Dès lors certains artistes popularisent le vêtement en le portant dans différents spectacles, en particulier dans le monde du rap.
À partir des années 2010 le onesie devient un vêtement de rue pour adulte original, parfois mal accepté comme dans certains cinémas de Nouvelle-Zélande.